# Шервашидзе Олександр Костянтинович
Князь Олександр Костянтинович Шервашидзе (Чачба; нар. 24 грудня 1867, Феодосія, Таврійська губернія, Російська імперія — пом. 17 серпня 1968, Монако, Франція) — правнук правителя Абхазького князівства Келешбея Ахмед-бая, «місцеохоронець княжого престолу» Абхазії (з 1918). Відомий як перший серед абхазів професійний художник: графік, живописець, сценограф, мистецтвознавець та художній критик.

## Біографія

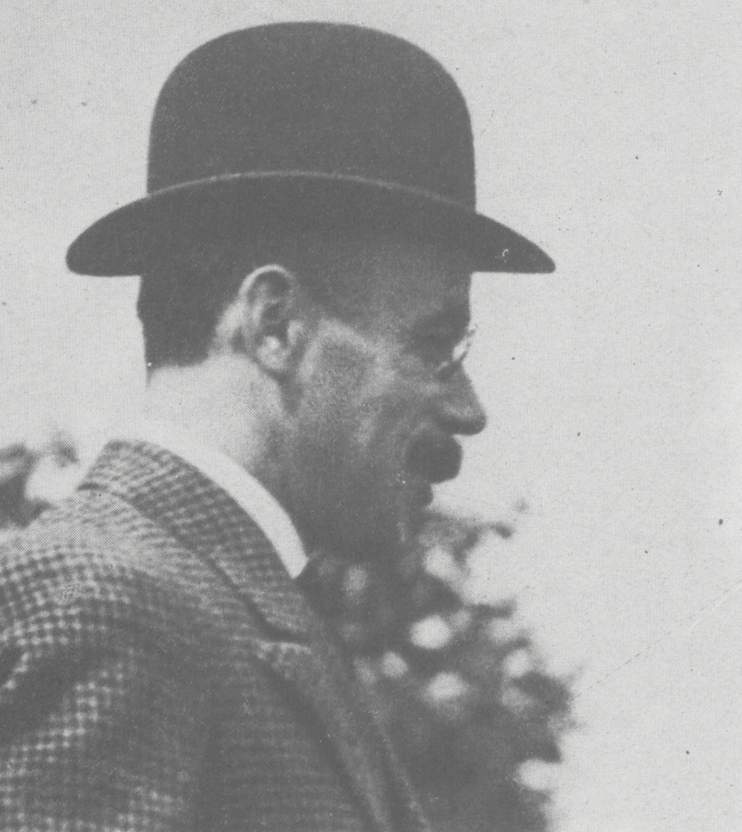
Світлина 1920-х років.

Народився 1867 року у Феодосії (Таврійська губернія) у родині відставного майора Костянтина Шервашидзе, молодшого сина останнього з власників Абхазії Георгія II (Сафар Алі-бея) та піаністки Наталії д'Анлуа де ла Гард (фр. d'Enloy de la Gar). Однак незабаром Костянтин і Наталя розлучилися, і Олександр разом з молодшим братом залишився з батьком, який у 1883 році помер, внаслідок тривалої хвороби.
З 1886 по 1889 роки Олександр навчався у Київському реальному училищі, де захопився малюванням. З 1891 по 1893 роки був вільним слухачем Московського училища живопису, скульптури та архітектури (клас Василь Полєнова). З 1885 року навчався у Парижі . Учасник виставки робіт російських художників у Парижі (1906). Був членом паризького російського гурту «Монпарнас».

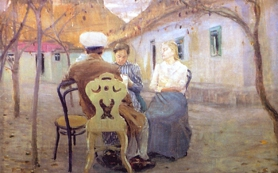
Картина «У саду»

Олександр Шервашидзе сформувався як художник на основі російської реалістичної художньої школи та глибокого вивчення європейської культури у Франції. На початку XX століття (1907—1918) він був одним із найвідоміших сценографів Петербурзьких імператорських театрів — Маріїнського та Александринського. Працював на рівних із такими художниками як Олександр Бенуа, Олександр Головін, Валентин Сєров, Микола Реріх та зарубіжними майстрами Пабло Пікассо, Андре Дереном.
«Князь Олександр Костянтинович нащадок абхазьких Царів, втілення того східного лицарського благородства, яке в наш час майже казкова рідкість», — писав про нього на той час відомий російський режисер і теоретик театру Микола Євреїнов . У листопаді 1909 року був секундантом Максиміліана Волошина на його дуелі з Миколою Гумільовим . З 1918 по 1919 роки жив у Сухумі, де за його ініціативи було відкрито дитячу художню школу, де він вів уроки малювання, а при Сухумському артистичному товаристві було створено театральні курси для місцевої молоді. Деякий час жив у Криму, в Коктебелі, у свого друга, поета та художника Максиміліана Волошина. Тут він отримує запрошення від Сергія Дягілєва працювати сценографом у «Російському балеті», який на той час перебував у Лондоні. Відтепер його доля пов'язана з «Російським балетом», де він пропрацював з 1920 по 1948 роки. Про його діяльність за кордоном розповідається у «Словнику сучасного балету» (Париж, 1957): «При всій своїй скромності, він був дуже цінним працівником Російських балетів, тому що без нього декораційні дерзання, яких прагнув і яких вимагав Дягілєв від художників, не могли б досягти того високого рівня та якостей, які були їм властиві».
Поруч із сценографією, Олександр Шервашидзе займався також станковим живописом та графікою. Його пензлю належать високопрофесійні портрети сучасників: М. М. Євреїнова, Т. Туманова, Ж. Кантель, К. Біссон та ін. У художній критиці залишив слід своїми цікавими статтями про Поля Сезанна, Вінсента ван Гога, Жоржа Сера, А. Бенуа.
Знаходячись далеко від батьківщини, художник цікавився життям своєї країни, її культурними здобутками. У 1958 році Олександр Шервашидзе, незважаючи на те, що потребував матеріальної підтримки, відмовився продавати свої роботи, і надіслав їх у дар своїй батьківщині (близько 500 робіт). Художник помер 17 серпня 1968 року на 101-у році життя в пансіоні для людей похилого віку в Монако і був похований у Ніцці на російському цвинтарі Кокад . 12 травня 1985 року в столиці Абхазії — Сухумі, в урочистій обстановці біля Національного музею відбулося перепоховання праху абхазького художника.
Роботи зберігаються у Державній національній картинній галереї Абхазії, Державному Російському музеї, Театральному музеї, Театральній бібліотеці (Санкт-Петербург), Театральному музеї ім. Бахрушина (Москва), у приватних колекціях Росії та у багатьох країнах світу.

## Пам'ять

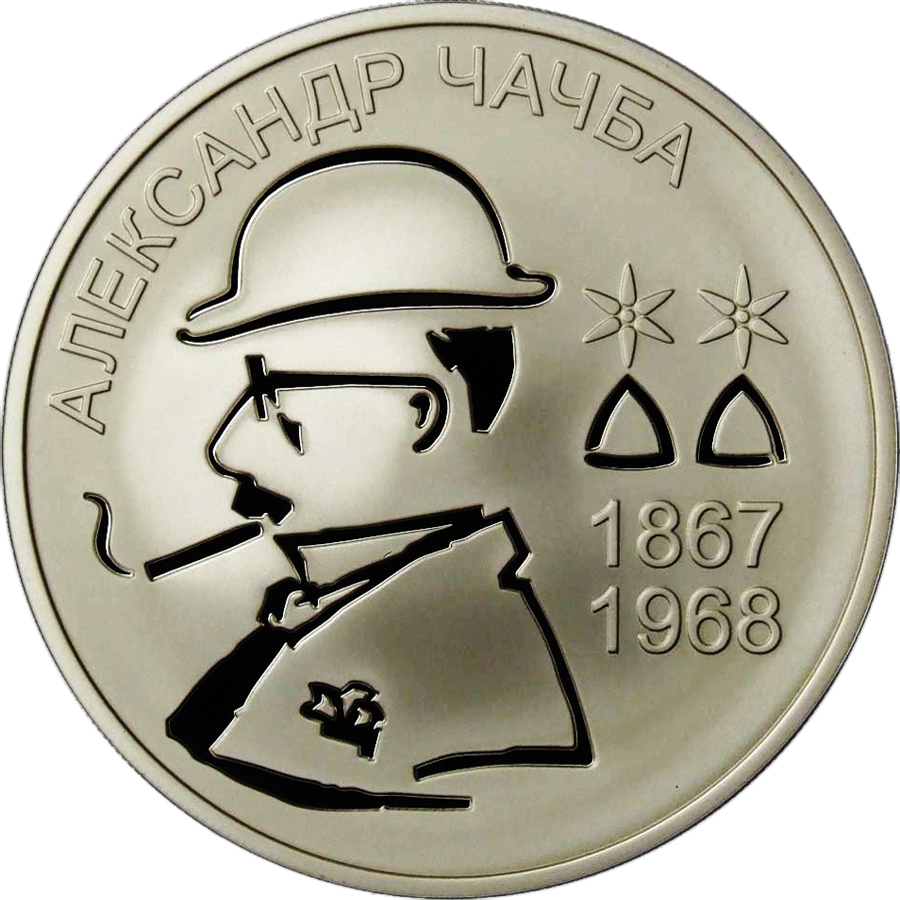
Срібна монета «Олександр Чачба» номіналом 10 апсарів із серії «Видатні особистості Абхазії»

- Ім'ям художника названо вулиці в Сухумі та Гудауті.
- У 2009 році Банк Абхазії випустив пам'ятну срібну монету із серії «Видатні особистості Абхазії», присвячену Олександру Костянтиновичу Чачбу (Шервашидзе) номіналом 10 апсарів.
- З 28 грудня по 6 січня вперше у Санкт-Петербурзі, у Музеї-квартирі Ісаака Бродського відбулася виставка робіт (ескізи костюмів) Олександр Шервашидзе, присвячена 140-річчю від дня народження майстра. Виставка знаменна тим, що вона є першим представленням творчої спадщини Олександр Шервашидзе у Санкт-Петербурзі.
- У лютому 2012 року в Санкт-Петербурзькій театральній бібліотеці відбулася четверта виставка, присвячена творчості Олександра Чачби.
- 24 грудня 2013 року президент Абхазії Олександр Анкваб брав участь у церемонії відкриття пам'ятника художнику, виконаного скульптором Аміраном Адлейба та встановленого на могилі художника в Сухумі[5].

Картини Олександра Шервашидзе зберігаються також у Державному музеї Грузії (Тбілісі). У грудні 2018 року в Батумі, в Будинку письменників Аджарії було організовано виставку робіт художника: близько тридцяти його сценографічних робіт різних періодів.

## Родина
Дружина (з 29 травня 1905 року; Париж) — Катерина Василівна Падалка (1876—1955), дочка спадкового дворянина. Рано осиротівши, виховувалась у сім'ї Івана Мамонтова, закінчила курс у Московській приватній жіночій гімназії. Навчалася в Сорбонні на математичному факультеті, працювала в паризькому страховому товаристві «Нью-Йорк». Після народження молодшої дочки жила у Петербурзі окремо від чоловіка. З 1917 року проживала у Феодосії, в 1924-у була заарештована і заслана під Вологду. Останні роки працювала викладачем у Сухумському педінституті.
Діти: Михайло (1906—1909), Костянтин (1909—1938), Русудана (1911—2006, Ставрополь ; у шлюбах Зайцева і Піліді).
Молодший його брат Володимир Шервашидзе (1873—1937) закінчив військову школу в Ярославлі, в Першу світову війну служив заряд-підполковником, потім у Червоній армії — полковником. Під псевдонімом Набаров керував повстанням абхазів проти меншовиків, але за близькість до опального Нестора Лакоба був у 1937 році. репресований.